# ماركوس سفينسون
ماركوس سفينسون (بالسويدية: Markus Svensson)‏ هو لاعب هوكي الجليد سويدي، ولد في 9 يوليو 1984 في كالمار في السويد.

## وصلات خارجية
- ماركوس سفينسون على موقع EliteProspects.com (الإنجليزية)
- ماركوس سفينسون على موقع Eurohockey.com (الإنجليزية)
- ماركوس سفينسون على موقع HockeyDB.com (الإنجليزية)